# Wydawnictwo Europa
Wydawnictwo Europa – polskie wydawnictwo z siedzibą we Wrocławiu, założone w 1990 roku.

## Historia
Wydawnictwo Europa powstało z inicjatywy Wojciecha Głucha – który do dziś pełni funkcję redaktora naczelnego – oraz Zbigniewa Branacha, który obecnie nie pracuje w zarządzie. Pod koniec 1990 roku obaj ówcześni korespondenci miesięcznika ,,Reporter’’ postanowili, z racji kryzysowej sytuacji i masowych cięć etatów w redakcji, otworzyć własną działalność wydawniczą. Również Wydawnictwo Zakładu Narodowego im. Ossolińskich w latach 90. zmuszone było zwalniać pracowników – część z nich wkrótce dołączyła do zespołu Europy, rozwijając ją w kierunku dobrze zorganizowanej i coraz popularniejszej firmy wydawniczej. 

## Profil wydawnictwa i publikacje
Wrocławskie wydawnictwo skupia się na projektach, które realizowane są od podstaw – czyli od pomysłu aż do publikacji. Wśród tych ostatnich dominują polskie teksty, tłumaczeń jest niewiele. Wydawnictwo Europa zajmuje się przede wszystkim publikacją materiałów edukacyjnych – słowników, leksykonów, atlasów szkolnych i podręczników dla uczniów różnych klas. Prócz tego, w zbiorze książek znajdziemy też literaturę piękną dla dzieci i dorosłych, różnego rodzaju poradniki, kalendarze, przewodniki turystyczne i okolicznościowe, ,,prezentowe’’ książki.
Wśród autorów piszących dla wrocławskiego wydawnictwa znajdują się m.in.: Jan Miodek (autor Słownika ojczyzny polszczyzny z serii Słowniki XXI wieku), Zbigniew Lew-Starowicz, Halina Zgółkowa, Irena Kamińska-Szmaj, Elżbieta Stadtmüller, Edward Polański, Hanna i Antoni Gucwińscy, Jan Kaczmarek, Bogdan Tuszyński, Gerhart Hauptmann.
W 2009 roku Wydawnictwo Europa otworzyło pierwszy w Polsce portal edukacyjny z korepetycjami i szkoleniami na żywo wykorzystujący technikę transmisji audio i wideo – uczymy24.pl.

## Nagrody i wyróżnienia
- wyróżnienie za autorską koncepcję Słownika Ojczyzny Polszczyzny prof. J. Miodka przyznane podczas Wrocławskich Promocji Dobrych Książek,
- wyróżnienie za Najpiękniejszą Książkę Roku za Tylko miłość,
- nominacja książki Tango z motylem do Nagrody Księgarzy „Witryna 2003”,
- Dolnośląski Laur Literacki za Mostek czarownic. Baśnie wrocławskie,
- liczne wpisy publikacji na listę materiałów dydaktycznych Ministerstwa Edukacji Narodowej (m.in. atlasy, podręczniki do nauki języka hiszpańskiego)